# متسعة وسطية
المتسعة الوسطية (باللاتينية: Musculus vastus intermedius) هي عضلة تظهر من الأمام والسطح الجانبي من عظم الفخذ في الثلثين الأماميين، تتموضع تحت العضلة المستقيمة الفخذية وبين العضلتين المتسعتين الوحشية والأنسية حيث يغطيانها لذا لا يمكن لمسها من الجلد بسبب موضعها العميق.

## الأصل
تنشأ من الثلين العلويين للسطح الأمامي والسطح الوحشي لجسم عظم الفخذ، تمتد أليافها العضلية إلى الأسفل لتنتهي بوتر على شكل صفاق.

## المغرز
تنغرز العضلة بالوتر المشترك للعضلة رباعية الرؤوس وبعظم الرضفة.

## الأعصاب
تجهز بالعصب الفخذي بفروع خاصة لكل عضلة منها.